# Rick Ross
William Leonard Roberts II (n. 28 ianuarie 1976, Carol City, Florida), cunoscut sub numele de scenă Rick Ross (stilizat și Officer Ricky), este un rapper american. Ross și-a luat numele de la traficantul de droguri Ricky Ross, care conducea una dintre cele mai largi rețele de distribuție a cocainei în anii 1980 și începutul anilor 1990. Rick Ross și-a fondat propria casă de discuri „Maybach Music Group” cu care și-a lansat cel de-al treilea album „Deeper than Rap”

## Controverse

### Arestul
Rick Ross a fost arestat de poliția din Miami în ianuarie 2008, pentru deținere de arme de foc, iar la această acuzație a mai fost adăugată una mai veche, de posesie de droguri.

### Legătura cu Foxy Brown
La sfârșitul lunii iunie 2008 au apărut zvonuri conform cărora Rick Ross ar avea o relație cu colega sa de breaslă, Foxy Brown. Pe coperta revistei „Hip Hop Weekly” din iulie 2008 apar cei doi împreună. Însă Ross a declarat că în prezent nu este implicat în nici o relație.

### Procesul
În august 2008, animatorul de pe YouTube, DJ Vlad, l-a acționat în instanță pe Ross, pentru acuzația de atac,avansând suma de 4 milioane de dolari drept despăgubiri. Vlad susține că i s-a organizat o ambuscadă la premiile Ozone din Houston, Texas. În urma acestei ambuscade s-a ales cu multiple contuzii și cu un genunchi rănit.Imediat după acest eveniment au apărut pe internet diferite poze de la locul incidentului..

### Gardianul Rick Ross
În iulie 2008, site-ul The Smoking Gun a publicat asigurarea socială a lui Rick Ross, făcând cunoscută una dintre slujbele lui Ross de la începutul anilor ’90, aceea de gardian la o închisoare din Florida. Odată cu aceste dezvăluiri a fost dată publicității și o fotografie doveditoare. Inițial Ross a negat aceste dovezi,  dar ulterior a recunoscut că toate informațiile sunt adevărate.

### Conflictul cu 50 Cent
Rick Ross a început scandalul cu 50 Cent deoarece a presupus că acesta l-ar fi privit cu subînțeles la premiile BET. Totuși, 50 Cent a declarat că nici măcar nu l-a văzut acolo pe Rick Ross. La sfârșitul lunii ianuarie o piesă intitulată „Mafia Music” a lui Rick Ross, s-a scurs pe internet. În piesă apăreau mai multe versuri care păreau să îl aibă ca țintă pe 50 Cent. Câteva zile mai târziu, 50 Cent a lansat și el piesa „Officer Ricky (Go Head, Try Me)” , drept răspuns la piesa lui Ross. 
La începutul lunii februarie, 50 Cent a realizat un videoclip pe care l-a postat pe Youtube. Acolo o intervievează pe „Tia”, mama unuia dintre copiii lui Rick Ross. Ea declară că Ross a fost gardian și că și-ar fi construit cariera pe minciuni. Pe data de 5 februarie 2009, The Game, cu care 50 Cent are o ceartă mai veche, a sunat la postul de radio KUBE 93 din Seattle și ia luat apărarea, declarând că lucrurile nu stau prea bine pentru Rick Ross. Oricum, The Game s-a oferit să îl ajute pe Rick Ross să iasă din această situație.
În albumul său „Deeper Than Rap”, Ross face referire la 50 în cântecul „In Cold Blood”. A fost realizat și un videoclip pentru această piesă,în care este portretizată „înmormântarea” carierei lui 50 Cent. 
În martie, 50 Cent lansează o casetă XXX pe internet, în care actrița principală este una din mamele copiilor lui Rick Ross. Filmarea este făcută de un bărbat, altul decât Ross, iar femeia a fost identificată drept „Brooke” de tatuajul „Double R” de pe pieptul ei. Pe toată durata filmării, 50 Cent face comentarii la adresa lui Ross.

### Ochelarii de soare Louis Vuitton falsificați
Numărul din mai 2009 al revistei XXL l-a prezentat pe Rick Ross pe copertă cu titlul „Rick Ross Up in Smoke” și purtând o pereche de ochelari de soare falsificați, marca Louis Vuitton. Un purtător de cuvânt pentru firmă a contactat revista și a declarat că acei ochelari purtați de Rick Ross erau contrafăcuți.
După acest incident, se află că de fapt acei ochelari erau originali, însă erau modificați de către Jack Bernstein „The Sunglass Pimp”. Firma Louis Vuitton se află acum în proces cu Jack Bernstein pentru modificarea mărcii și vânzarea fără permisiune .

## Discografie

### Albume
- Port of Miami (2006)
- Trilla (2008)
- Deeper Than Rap (2009)
- Teflon Don (2010)
- God Forgives, I Don't (2012)
- Mastermind (2014)
- Hood Billionaire (2014)

## Filmografie
| An        | Titlu                          | Tip         | Rol        | Note          |
| --------- | ------------------------------ | ----------- | ---------- | ------------- |
| 2008      | Days of Wrath                  | Film        | G Dogg     |               |
| 2008–2012 | Jimmy Kimmel Live!             | Televiziune | El însuși  | Musical Guest |
| 2009      | Late Show with David Letterman | Televiziune | El însuși  | Musical Guest |
| 2009–2010 | Late Night with Jimmy Fallon   | Televiziune | El însuși  | Musical Guest |
| 2010–2012 | Chelsea Lately                 | Televiziune | El însuși  | Musical Guest |
| 2010      | Freaknik: The Musical          | Televiziune | Big Uzi    | Voce; Film TV |
| 2013      | Magic City                     | Televiziune | Butterball | Sezonul 2     |

## Premii și nominalizări

### Grammy
| An   | Beneficiar                                       | Premiu                      | Rezultat     |
| ---- | ------------------------------------------------ | --------------------------- | ------------ |
| 2012 | "I'm on One" (with DJ Khaled, Drake & Lil Wayne) | Best Rap/Sung Collaboration | Nominalizare |
| 2013 | God Forgives, I Don't                            | Best Rap Album              | Nominalizare |
| 2015 | "New Flame" (with Chris Brown & Usher)           | Best R&B Performance        | Nominalizare |
| 2015 | "New Flame" (with Chris Brown & Usher)           | Best R&B Song               | Nominalizare |